# Calliostoma problematicum
Calliostoma problematicum is een slakkensoort uit de familie van de Calliostomatidae. De wetenschappelijke naam van de soort is voor het eerst geldig gepubliceerd in 1971 door Kuroda & Habe in Kuroda, Habe & Oyama.